# Александер Тарновський
Александер Ґратус Тарновський (пол. Aleksander Gratus Tarnowski; бл. 1608–1685) — державний і військовий діяч, урядник Речі Посполитої.

## Життєпис
Походив з польського магнатського роду Тарновських гербу Леліва. Син Яна Ґратуса Тарновського, каштеляна жарновського та старости новокорчинського, і Ганни (доньки львівського купця Костянтина Корнякти). Народився близько 1608 року в Новому Корчині.
1626 року помирає батько. Невдовзі мати виходить заміж за старосту петрівського Миколу Оссолинського. Виховувався і здобув освіту під їх орудою. 1640 року разом з сестрою Євфрозиною-Еулалією отримав частку батьківського майна. 1641 року стає старостою жарновецьким, а потім старостою цешківським.
1648 року обирається послом від Краківського воєводства на елекційний сейм, де підтримав кандидатуру Яна Казимира Вази. Брав участь у військових кампаніях проти українського війська на чолі з Богданом Хмельницьким.
1661 року призначається каштеляном київським, проте фактично не виконував функції через відсутність в місті польських військ. Але це дозволило Тарновському увійти до Сенату Речі Посполитої. На цій посаді його у 1662 році замінив Стефан Замойський.
1669 року призначається каштеляном Сандомиру. 1674 року обираний послом від Сандомирського воєводства на елекційний сейм, де підтримав кандидатуру Яна Собеського. Помер у Сандомирі 1685 року.

## Родина
Дружина — Тереза-Анна Бжехви.
Діти:
- Ян Александер (бл. 1663—1703), кашлетян Завихосту